# Rhodophthitus roseovittata
Rhodophthitus roseovittata är en fjärilsart som beskrevs av Butler 1895. Rhodophthitus roseovittata ingår i släktet Rhodophthitus och familjen mätare. Inga underarter finns listade.